# Championnat d'Uruguay de football 1935
Navigation
Édition précédente Édition suivante
La 33e édition du championnat d'Uruguay de football est remportée par le Club Atlético Peñarol. C'est le deuxième titre de champion du club dans l'ère professionnelle. Peñarol l'emporte avec 2 points d’avance sur le Nacional. Montevideo Wanderers complète le podium. 
Aucun système de promotion/relégation n’existe. Tous les clubs engagés lors de la saison se trouvent qualifiés pour la saison suivante, hors dissolution du club ou problèmes financiers.
Tous les clubs participant au championnat sont basés dans l’agglomération de Montevideo.
La formule du championnat évolue un peu en passant de trois affrontements entre chaque club à deux, soit de 27 matchs par club à 18 sur toute la saison.

## Les clubs de l'édition 1935
| \| Montevideo: · Defensor · Bella Vista · Central · Wanderers · Nacional · Peñarol · Racing Club · Rampla Juniors · River Plate · Sud América Montevideo \| Localisation des clubs engagés dans le championnat. |
| Montevideo: · Defensor · Bella Vista · Central · Wanderers · Nacional · Peñarol · Racing Club · Rampla Juniors · River Plate · Sud América Montevideo                                                           |

| Club                             | Stade               | Capacité | Ville      |
| -------------------------------- | ------------------- | -------- | ---------- |
| Defensor Sporting Club           | -                   | -        | Montevideo |
| Club Atlético Bella Vista        | Parque José Nasazzi | -        | Montevideo |
| Central Español Fútbol Club      | -                   | -        | Montevideo |
| Montevideo Wanderers Fútbol Club | -                   | -        | Montevideo |
| Club Nacional de Football        | -                   | -        | Montevideo |
| Club Atlético Peñarol            | -                   | -        | Montevideo |
| Racing Club de Montevideo        | -                   | -        | Montevideo |
| Rampla Juniors Fútbol Club       | -                   | -        | Montevideo |
| Club Atlético River Plate        | -                   | -        | Montevideo |
| Institución Atlética Sud América | -                   | -        | Montevideo |

## Compétition

### Classement
Le classement est établi sur le barème de points suivant : victoire à 2 points, match nul à 1, défaite à 0.
| Rang | Équipe                      | Pts | J  | G  | N | P  | Bp | Bc | Diff |
| ---- | --------------------------- | --- | -- | -- | - | -- | -- | -- | ---- |
| 1    | Peñarol T                   | 31  | 18 | 15 | 1 | 2  | 36 | 9  | +27  |
| 2    | Nacional                    | 29  | 18 | 14 | 1 | 3  | 36 | 11 | +25  |
| 3    | Montevideo Wanderers        | 25  | 18 | 10 | 5 | 3  | 30 | 20 | +10  |
| 4    | Rampla Juniors              | 18  | 18 | 8  | 2 | 8  | 32 | 25 | +7   |
| 5    | Defensor Sporting Club      | 18  | 18 | 8  | 2 | 8  | 31 | 29 | +2   |
| 6    | River Plate                 | 17  | 18 | 7  | 3 | 8  | 30 | 34 | -4   |
| 7    | Sud América                 | 17  | 18 | 6  | 5 | 7  | 19 | 28 | -9   |
| 8    | Central Español Fútbol Club | 12  | 18 | 4  | 4 | 10 | 17 | 29 | -12  |
| 9    | Racing Montevideo           | 8   | 18 | 3  | 2 | 13 | 21 | 34 | -13  |
| 10   | Club Atlético Bella Vista   | 5   | 18 | 2  | 1 | 15 | 22 | 55 | -33  |

| Légende : Qualifications et relégations | Légende : Qualifications et relégations |
| --------------------------------------- | --------------------------------------- |
|                                         | Champion d’Uruguay                      |
|                                         | Relégation en deuxième division         |
|                                         | T : Tenant du titre P : Promus          |

## Bilan de la saison
| Championnat d'Uruguay de football 1935                             |                                  |
| Champion                                                           | Club Atlético Peñarol (2e titre) |
| Promotions et relégations                                          |                                  |
| Promus en Primera División                                         | Aucun                            |
| Relégués en Championnat d'Uruguay de football de deuxième division | Aucun                            |

## Statistiques

### Meilleur buteur
1. Antonio Cataldo (Defensor Sporting Club), 12 buts.